# بن سینور
بن سینور (انگلیسی: Ben Saynor؛ زادهٔ ۶ مارس ۱۹۸۹) بازیکن فوتبال اهل بریتانیا است.
از باشگاه‌هایی که در آن بازی کرده‌است می‌توان به باشگاه فوتبال استالی‌بریج سلتیک، باشگاه فوتبال اسکاربرو اتلتیک، و باشگاه فوتبال برادفورد سیتی اشاره کرد.